# Edelmannfall
Der Edelmann-Fall ist eine Entscheidung des Reichsgerichts vom 21. Mai 1927. Er zeigt auf, dass sich Rechtspflichten von solchen Verpflichtungen unterscheiden, die lediglich aus moralischen Überlegungen erwachsen.

## Sachverhalt
Generaldirektor Herr v.Z. versprach dem als Betriebsleiter angestellten A das ihm als Dienstwohnung überlassene Haus. Da eine notarielle Beurkundung nicht erfolgte, stellte A die Ernstlichkeit der Übereignungsabsicht in Frage, worauf v.Z. entrüstet erklärte, A könne vollkommen beruhigt sein, schließlich sei er von Adel. Als weiterhin nichts passierte, bat A erneut um die Auflassung des Hausgrundstücks, worauf v.Z. erwiderte, dass dies nicht eile, da es sich um eine reine Formsache handele; die notarielle Erklärung könne jederzeit abgegeben werden, sein Edelmannswort sei für A so gut wie ein Vertrag. Obwohl Generaldirektor v.Z. nach seinen Angaben noch nie ein Versprechen gebrochen hatte, hielt er sein Wort gegenüber A nicht, weshalb dieser sein Begehren gerichtlich durchzusetzen versuchte – allerdings ohne Erfolg.

## Rechtslage
Die Verpflichtung zur Übereignung eines Grundstücks kann nach deutschem Recht bindend nur in einem notariellen Vertrag übernommen werden. Zwar wird ein „ohne Beachtung dieser Form geschlossener Vertrag [...] seinem ganzen Inhalt nach gültig, wenn die Auflassung und die Eintragung in das Grundbuch erfolgen“, § 311b Abs. 1 Satz 2 BGB. Dazu war es im Edelmann-Fall aber gerade nicht gekommen.
Der Wortbruch eines Rechtsgenossen widerspricht zwar sittlichen Pflichten, was jedoch eine Rechtspflicht nicht auszulösen vermag. Die Nichtbefolgung von Verpflichtungen aus Anstand und Moral entzieht sich staatlicher Kontrolle, wenn damit nicht zugleich rechtsnormverletzendes Verhalten einhergeht. „Wer sich statt auf das Recht auf ein ‚Edelmannswort‘ verlässt, muß es hinnehmen, wenn der ‚Edelmann‘ sein Wort nicht hält.“
Eine Korrektur über § 242 BGB scheidet auch dann aus, wenn eine Abwägung zwischen der Rechtssicherheit und der gerechten Lösung des Einzelfalls eine unbillige Härte ergibt, da die Beteiligten hier bewusst vom gesetzlichen Formerfordernis abgewichen sind („Wer sich außerhalb der Rechtsordnung stellt, hat ihren Schutz nicht verdient“). Jedoch wird bei bloß fahrlässigem Außerachtlassen der Formvorschriften – folgt man einer laiengünstigen Auslegung – von der Wirksamkeit ausgegangen werden können; ebenso, wenn ein starkes Abhängigkeitsverhältnis zwischen den Beteiligten vorliegt, z. B. wenn der eine Teil unter Ausnutzung seiner wirtschaftlichen und sozialen Stellung den anderen Teil von der Wahrung der Form abhält. So in einer zum Edelmannfall ähnlich gelagerten Entscheidung des früheren V. Zivilsenats des Bundesgerichtshofs „königlicher Kaufmann“ in Weiterentwicklung zur Entscheidung zum Höferecht.